# Lepidiolamprologus boulengeri
Lepidiolamprologus boulengeri – gatunek słodkowodnej ryby z rodziny pielęgnicowatych (Cichlidae). Bywa hodowana w akwariach.

## Występowanie
Gatunek endemiczny. Zamieszkuje litoral piaszczysty północnej części jeziora Tanganika w Afryce, wzdłuż wybrzeży Tanzanii, na głębokości 10–30 m.

## Opis
Ciało bocznie spłaszczone, wydłużone, o długości do 7 cm.
Ryby dość agresywne, zwłaszcza w okresie tarła. Dobierają się w pary (gatunek monogamiczny). Za swoją kryjówkę i miejsce rozrodu obierają pustą muszlę ślimaka. Samica składa w muszli do 50 ziaren ikry. Larwy wykluwają się po ok. 2 dniach, a po kolejnych 6 dniach narybek rozpoczyna samodzielne żerowanie. Opieką nad ikrą i narybkiem zajmuje się samica. Samiec broni rewiru przed intruzami.
Dymorfizm płciowy: samce większe od samic.

## Warunki w akwarium
| Zalecane warunki w akwarium | Zalecane warunki w akwarium   |
| --------------------------- | ----------------------------- |
| Zbiornik                    | minimum 60 cm dla jednej pary |
| Temperatura wody            | 25–28 °C                      |
| Twardość wody               | twarda 8–25°n                 |
| Skala pH                    | 7,5–8,5                       |
| Pokarm                      | żywy, mrożony i suchy         |